# 사디르 자파로프
사디르 누르고조예비치 자파로프(키르기스어·러시아어: Сады́р Нургожо́евич Жапа́ров, 1968년 12월 6일~) 또는 사드르 누르고조 울루 자파로프(키르기스어: Садыр Нургожо уулу Жапаров, 키르기스어 발음: [sɑtɯ́ɾ nʊɾʁot͡ɕó‿uːɫʊ́ t͡ɕɑpʰɑɾəɸ])는 키르기스스탄의 정치인으로 키르기스스탄의 제6대 대통령이다.
2020년 10월 6일에 총리 권한 대행으로 임명되었고 10월 10일에 정식 총리로 임명되었다. 10월 15일 전임 대통령 소론바이 젠베코프의 사임으로 대통령 권한대행직도 수행하였다. 이후 2021년 1월에 치러진 대통령 선거에 출마하여 79% 득표율 집계로 제6대 키르기스스탄 대통령으로 당선됐다. 이후 1월 28일에 취임하였다.

## 역대 선거 결과
| 선거명      | 직책명                | 대수 | 정당     | 득표율 | 득표수      | 결과 | 당락 |
| ----------- | --------------------- | ---- | -------- | ------ | ----------- | ---- | ---- |
| 2021년 선거 | 키르기스스탄의 대통령 | 6대  | 애국자당 | 79.84% | 1,116,990표 | 1위  |      |